# Funisciurus anerythrus
Funisciurus anerythrus es una especie de roedor de la familia Sciuridae.

## Distribución geográfica
Se encuentran en Benín, Camerún, República Centroafricana, República Democrática del Congo, Guinea Ecuatorial, y Nigeria.

## Hábitat
Su hábitat natural son:  zonas subtropicales o tropicales húmedas, bosques de tierras de baja altitud.